# 鄂西绵果悬钩子
鄂西绵果悬钩子（学名：Rubus lasiostylus var. hubeiensis）为蔷薇科悬钩子属下的一个变种。

## 扩展阅读
- 維基物種上的相關：鄂西绵果悬钩子